# Locmaria
 Locmaria  (en bretón Lokmaria-ar-Gerveur) es una población y comuna francesa, situada en la región de Bretaña, departamento de Morbihan, en el distrito de Lorient y cantón de Belle-Île.

## Demografía
| 634 | 580 | 565 | 602 | 618 | 705 |
| Para los censos de 1962 a 1999 la población legal corresponde a la población sin duplicidades (Fuente: INSEE [Consultar]) |     |     |     |     |     |